# Manifestations érythréennes de 2023 à Tel Aviv
Les manifestations érythréennes de 2023 à Tel Aviv surviennent le 2 septembre 2023 lorsque des affrontements ont eu lieu à Tel-Aviv entre des opposants et partisans du gouvernement érythréen d'Isaias Afwerki, et la police israélienne. À la suite des affrontements, plus de 110 personnes sont blessées.

## Contexte
Isaias Afwerki dirige l'Érythrée depuis son indépendance en 1991. Le pays n'organise pas d'élections et manque d'un parlement, de tribunaux indépendants et d'organisations civiles. Le pays a un système de parti unique, la liberté d'expression et de la presse est sévèrement restreinte. Il existe également un service militaire obligatoire strict et un système de travail forcé que de nombreux érythréens fuient à l'étranger.
Selon l'organisation d'aide aux réfugiés Assaf, environ 25 500 demandeurs d'asile érythréens vivent actuellement en Israël. Les Érythréens ayant fui vers Israël en passant par la frontière égyptienne affirment qu’ils seraient persécutés s'ils étaient rapatriés. Les réfugiés se sont installés dans plusieurs quartiers pauvres de la ville de Tel Aviv, la capitale économique d'Israël.
Les affrontements éclatent lors d'un événement organisé par l'ambassade d'Érythrée pour marquer le Jour de la Révolution, le 1er septembre, qui commémore le début de la guerre d'indépendance de l'Érythrée contre l'Éthiopie en 1961. Les manifestants antigouvernementaux avaient auparavant demandé à la police d'annuler un rassemblement pro-gouvernemental organisé par l'ambassade d'Érythrée en Israël. Ils ont également accusé l'ambassade érythréenne d'avoir tenté de les espionner.
Les manifestations ont lieu au milieu des manifestations contre la réforme judiciaire voulue par Benyamin Netanyahou.

## Affrontements
Le 2 septembre, des affrontements éclatent après que des centaines d'immigrés érythréens de l'opposition se sont approchés du site d'un événement pro-gouvernemental. De nombreux manifestants antigouvernementaux portent des chemises bleu ciel inspirées du drapeau érythréen de 1952, symbole de l'opposition au gouvernement du pays, tandis que les partisans du gouvernement portent des chemises violettes avec une carte de l'Érythrée.
Les manifestants franchissent les barrières de police et brisent les vitres des véhicules de police et d'autres véhicules, ainsi que les vitrines des magasins voisins, selon le journal Haaretz. Ils pénètrent également dans l'enceinte de l'ambassade érythréenne et brisent des chaises et des tables[réf. souhaitée].
Des images diffusées sur les réseaux sociaux montrent des partisans du gouvernement érythréen frappant des manifestants antigouvernementaux à coups de matraques. Les journalistes de Reuters déclarent avoir vu des hommes blessés à la tête et aux mains ensanglantées, certains étendus sur le sol d'une aire de jeux pour enfants.
Le correspondant d'Al Jazeera, Paul Brennan, déclare que la police ne s'attendait pas à l'intensité de la violence qui a éclaté : « Les manifestants ont réussi à franchir les barrières assez rapidement. La police a dû réagir avec des gaz lacrymogènes et des grenades éclair. Des échanges de coups de feu ont éclaté entre les manifestants et les policiers en tenue anti-émeute ». Les habitants affirment que les rues du centre de Tel Aviv ressemblaient à une zone de guerre alors que les hélicoptères de la police bourdonnaient au-dessus d'eux et que les officiers israéliens tiraient à balles réelles en l'air.
La police rapporte avoir arrêté 39 suspects qui avaient attaqué des policiers et leur avaient lancé des pierres. Certains d'entre eux étaient munis d'armes à feu, de gaz lacrymogènes et de pistolets paralysants, indiquent les policiers. La police déclare également renforcer ses effectifs dans la zone alors que les affrontements entre Érythréens et avec la police se poursuivaient dans le sud de Tel Aviv.
Dans la soirée, les affrontements cesse. La police continuait de rassembler les manifestants et de les faire monter dans des bus pour quitter les lieux.

## Victimes
Les autorités médicales israéliennes déclarent que plus de 114 personnes ont été blessées, dont une trentaine de policiers.

## Réactions
Le Premier ministre israélien Benyamin Netanyahou déclare convoquer une réunion le 3 septembre pour discuter des mesures contre les personnes impliquées dans les affrontements, dont pourraient faire partie des expulsions. Un communiqué de son bureau les qualifie d'« infiltrés illégaux ».
Le 3 septembre, Netanyahou déclare que les Érythréens impliqués dans les affrontements de Tel Aviv doivent être expulsés. « Nous voulons des mesures sévères contre les émeutiers, parmi lesquelles l'expulsion immédiate de ceux qui y ont participé », déclare-t-il lors d'une réunion ministérielle spéciale convoquée pour faire face aux conséquences des violences. Netanyahou demande à ses ministres de lui présenter des plans « pour l'élimination de tous les autres infiltrés illégaux », et note dans ses remarques que la Cour suprême a annulé certaines mesures destinées à contraindre les gens à partir.
Un officier supérieur de la police israélienne déclare : « Nous avons été très surpris par le niveau de violence, avec des scènes que l'on ne voit qu'en Cisjordanie ».